# Anne-Sophie Mutter
Anne-Sophie Mutter (Rheinfelden, Baden-Wurtemberg, 29 de junio de 1963) es una violinista alemana.

## Carrera
Empezó tocando el piano a la edad de cinco años. Poco tiempo después empezó a tocar el violín, estudiando con las maestras Erna Honigberger y Aida Stucki.
Después de ganar diversos premios, se dedicó exclusivamente a la música, al obtener una exención de asistencia a la escuela. A los trece años de edad el director Herbert von Karajan la invitó a tocar con la Orquesta Filarmónica de Berlín. Más adelante, en 1977, hizo su debut en el Festival de Salzburgo con la English Chamber Orchestra bajo la dirección de Daniel Barenboim.
A la edad de quince años, Anne-Sophie Mutter realizó su primera grabación de los conciertos para violín K.216 y K.219 de Wolfgang Amadeus Mozart nuevamente con Karajan y la Orquesta Filarmónica de Berlín. Ese mismo año se le concedió la distinción de Artista del Año.
En 1980, hizo su debut en Estados Unidos con la Orquesta Filarmónica de Nueva York dirigida por Zubin Mehta. En 1985, con 22 años de edad, fue nombrada miembro honorario de la Royal Academy of Music (Londres) y directora del programa de Estudios Internacionales de violín en la misma academia. En 1988, realizó una amplia gira por Canadá y Estados Unidos, tocando por primera vez en el Carnegie Hall de Nueva York. En 1998 tocó y grabó en CD y DVD la integral de las sonatas para violín de Ludwig van Beethoven, acompañada al piano por Lambert Orkis; las cuales fueron transmitidas por televisión en distintos países.
Aunque su repertorio incluye muchas obras del período clásico y romántico, Anne-Sophie Mutter es especialmente reconocida por sus ejecuciones de música de compositores contemporáneos. Además, varias obras han sido especialmente escritas o dedicadas a ella, incluyendo piezas de Witold Lutoslawski, Krzysztof Penderecki, Wolfgang Rihm y Sofia Gubaidulina.
Adicionalmente, Mutter ha recibido numerosos premios, incluyendo varios premios Grammy.

## Instrumentos
Posee dos violines construidos por Antonio Stradivari: El Emiliani de 1703, y el Lord Dunn-Raven de 1710. También toca dos instrumentos modernos; un Finnigan-Klaembt de 1999 y un Regazzi, de 2005.

## Matrimonios e hijos
En 1989, Anne-Sophie Mutter se casó con el abogado Detlef Wunderlich, con quien tuvo dos hijos: Arabella y Richard. Wunderlich murió en 1995. En el año 2002, Mutter contrajo matrimonio por segunda ocasión con el pianista y director André Previn. La pareja se separó legalmente en el año 2006.

## Reconocimientos y premios
Es considerada una de las más prestigiosas violinistas de la actualidad.
- Anne-Sophie Mutter recibió en 2003 el Premio Musical Herbert von Karajan, siendo la primera artista en recibir este galardón y en 2008 el Ernst von Siemens Music Prize, que se acompaña con una donación en efectivo de 200 000 €. La violinista donó la mitad del dinero del premio a la Anne-Sophie Mutter Foundation, que se establece durante el curso del mismo año. El objetivo de la fundación es promover a escala mundial apoyo para músicos jóvenes promesas, una labor que la violinista ya tenía en cuenta desde el año 1997 cuando fundó The Anne-Sophie Mutter Circle of Friends Foundation.
- Ha sido condecorada con la Cruz al mérito de Alemania, la Legión de Honor francesa y otras distinciones.
- Medalla de Oro al Mérito en las Bellas Artes, otorgada por el Ministerio de Cultura y Educación de España (2015).[3]
- El Premio Polar Music Prize 2019, otorgado por La Real Academia de Música Sueca y considerado como el Nobel de la música.[4]

## Discografía parcial
En Deutsche Grammophon:
- Mozart Violin Concertos Nos. 3 & 5 (1978)
- Beethoven Triple Concerto (1980)
- Beethoven Violin Concerto (1980)
- Mendelssohn Violin Concerto/Bruch Violin Concerto No. 1 (1981)
- Brahms Violin Concerto (1982)
- Brahms Double Concerto (1983)
- Tchaikovsky Violin Concerto (1988)
- Lutosławski Partita & Chain 2/Stravinsky Violin Concerto (1988)
- Beethoven: The String Trios (1989)
- Bartok Violin Concerto No. 2/Moret En Rêve (1991)
- Berg Violin Concerto/Rihm Time Chant (1992)
- Carmen-Fantasie (1993)
- Romance (1995)
- Sibelius Violin Concerto (1995)
- The Berlin Recital (1996)
- Brahms Violin Concerto/Schumann Fantasy for Violin and Orchestra (1997)
- Penderecki Violin Concerto No. 2/Bartok Sonata for Violin and Piano No. 2 (1997)
- Beethoven The Violin Sonatas (1998)
- Vivaldi The Four Seasons (1999)
- Recital 2000 (2000)
- Lutosławski Partita for Violin and Orchestra/Chain 2 (2002)
- Beethoven Violin Concerto (2002)
- Tango Song and Dance (2003)
- Previn Violin Concerto/Bernstein Serenade (2003)
- Tchaikovsky & Korngold Violin Concertos (2004)
- Dutilleux Sur le même accord/Bartok Violin Concerto No. 2/Stravinsky Concerto en ré (2005)
- Mozart The Violin Concertos (2005)
- Mozart Piano Trios K502, K542, K548 (2006)
- Mozart The Violin Sonatas (2006)
- Simply Anne-Sophie (2006)
- Gubaidulina in tempus praesens (2008)
- Mendelssohn Violin Concerto (2009)
- Brahms Violin Sonatas (2010)
- Rihm: Lichtes Spiel; Currier: Time Machines (2011)
- The Complete Musician: Highlights (2011)
- Asm 35: The Complete Musician (2011)
- Dvořák: Violin Concerto (2013)
- The Silver Album (2014)
- Anne-Sophie Mutter Live: The Club Album from Yellow Lounge (2015)
- Anne-Sophie Mutter: ACROSS THE STARS Williams / Mutter Deluxe Edition (2019)
- Anne-Sophie Mutter - Williams: Violin Concerto No. 2 & Selected Film (2022)

En EMI Classics:
- Mozart Violin Concertos Nos. 2 & 4 (1982)
- Bach Violin Concertos/Concerto for Two Violins and Orchestra (1983)
- Brahms Violin Sonatas (1983)
- Vivaldi The Four Seasons (1984)
- Lalo: Symphonie Espagnole/Sarasate: Zigeunerweisen (1985)
- Mozart Violin Concerto No. 1, Sinfonía Concertante (1991)
- Meditation: Vivaldi, Mozart, Massenet, Sarasate (1995)

En Erato:
- Glazunov Violin Concerto/Prokofiev Violin Concerto No. 1 (1989)